# Antonio Madonizza
Antonio Madonizza, italijanski pravnik in politik, * 8. februar 1806, Koper, † 24. avgust 1870, Poreč. 
Na Univerzi v Padovi je končal študij prava. Po končanem študiju je opravil odvetniško prakso v Trstu, od 1845 pa je bil odvetnik v Kopru. Med bivanjem v Trstu je bil ustanovitelj in sodelavec revije La Favilla (1836-1846), katere značilnost je bila precejšna naklonjenost Slovanom. Leta 1848 se je vključil v politično delovanje istrskih Italijanov in bil v koprskem okraju aprila 1848 izvoljen v dunajski državni zbor. Med štirimi istrskimi italijanskimi poslanci je zastopal umirjeno stališče v odnosu do avstrijskih državnih oblasti ter do sosednjih Slovanov, vendar pa je vseeno sodeloval pri resoluciji istrskih državnih poslancev, da se uradno prizna državna in politična pripadnost Istre k Italiji (razen okraja Podgrad). 24. januarja 1849 so mu zato prebivalci krajev Kubed, Loka, Osp in Tinjan izrekli nezaupnico. V javno politično delovanje se je ponovno vrnil leta 1861, ko je bil izvoljen za poslanca v istrski deželni zbor, v katerem je deloval v skupini italijanskega nacionalnega tabora. Leta 1867 je sodeloval pri ustanovitvi časopisa La Provincia dell'Istra.